# Hans-Joachim Lück
Hans-Joachim Lück (ur. 22 czerwca 1953 w Stralsundzie) – niemiecki wioślarz reprezentujący NRD, złoty medalista olimpijski i złoty medalista mistrzostw świata.

## Kariera
Wystąpił na igrzyskach olimpijskich w Montrealu w 1976, gdzie osada NRD w składzie: Bernd Baumgart, Gottfried Döhn, Werner Klatt, Hans-Joachim Lück, Dieter Wendisch, Roland Kostulski, Ulrich Karnatz, Karl-Heinz Prudöhl i Karl-Heinz Danielowski (sternik) zdobyła złoty medal w ósemkach. W finale o 2,53 sekundy wyprzedzili Wielką Brytanię i o 5,22 sekundy pokonali osadę Nowej Zelandii. Był to jego jedyny start olimpijski.
Na mistrzostwach świata w Amsterdamie (1977) także zwyciężył w ósemkach. 
W 1976 odznaczony Orderem Zasługi dla Ojczyzny.
Po zakończeniu kariery został trenerem wioślarstwa.